# Saurauia dufaurii
Saurauia dufaurii är en tvåhjärtbladig växtart som beskrevs av Friedrich Ludwig Diels. Saurauia dufaurii ingår i släktet Saurauia och familjen Actinidiaceae. Inga underarter finns listade i Catalogue of Life.